# Clemencia (novela)
Clemencia es una novela mexicana escrita en 1869 por el periodista, maestro y político mexicano Ignacio Manuel Altamirano.

## Resumen
Esta novela está ambientada en Guadalajara, México en el siglo XIX en 1863, durante la Segunda Intervención francesa (1862-1867).
Durante una reunión en la casa del doctor Hipólito, a sus invitados les llama la atención un cuadro en su estudio, donde se encuentra enmarcado un papel en el que se leen dos citas de los cuentos de  Hoffmann, escritas por un hombre llamado Fernando Valle. El doctor narra entonces una serie de sucesos, que ocurrieron mientras servía como médico en el ejército liberal durante la guerra.

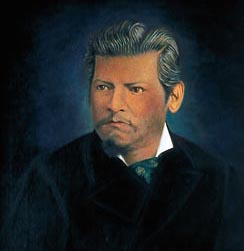
Ignacio Manuel Altamirano autor de Clemencia

El comandante Enrique Flores era un joven de buena familia, guapo, con un físico impresionante, y tenía la cualidad de ser muy simpático, era el favorito de su jefe y muy querido por sus soldados. Asimismo, era irresistible a las mujeres, era un seductor natural, y tenía una buena suerte como nadie.
El comandante Fernando Valle, era notoriamente todo lo contrario a Flores. De nariz aguileña, cuerpo delgado y tez pálida, poseía una apariencia enfermiza y para algunos, repugnante. De buena familia, pero despreciado por ésta debido a sus ideas liberales y republicanas. Era reservado, frío, y le parecía antipático a todo el mundo, sobre todo a las mujeres.
Cuando llegó el batallón a Guadalajara, Valle fue a visitar a una tía y prima que tenía en la ciudad, y regresó de allá visiblemente emocionado, lo que era raro en él. Enrique le preguntó la razón de su felicidad, a lo cual Fernando contestó que había visto a su prima, quien era una bella señorita rubia y angelical, la cual claramente le atraía. Enrique inmediatamente le preguntó cuándo la podría conocer, y Fernando, quien sentía un tanto de agrado hacía Enrique, accedió a llevarlo.
Ya en la casa de su prima, se encontraron a la tía de Fernando, Mariana, quien estaba acompañada por una amiga de Isabel, una bella muchacha morena de cabellos negros. Posteriormente, Fernando presentó a su prima Isabel a Enrique, e Isabel hizo lo mismo con su amiga, Clemencia. Las jóvenes cautivadas por la belleza de Enrique, no podían contener sus miradas hacia él, mientras que Fernando se encontraba conversando con su tía, pero no dejó de observar el interés de las señoritas por Enrique. Al fin, se retiraron.
Después, las mujeres conversaban sobre Fernando y Enrique, señalando la apariencia enfermiza de Fernando, sobre la cual Clemencia argumentó que no le parecía tan repulsiva como a Isabel. Y pasando a Enrique, ambas halagaban su elegancia, su presencia y caballerosidad. De esto, surgieron las sospechas que ambas encontraban encantador a Enrique, y tal vez podría surgir alguna rivalidad amorosa entre ellas.
Mientras tanto, al caminar los dos amigos comentaban sobre la visita a aquella casa. Fernando escuchaba como su amigo se expresaba diciendo que él no tenía corazón y que las mujeres por naturaleza acaban con la fuerza del hombre. Fernando, siendo profundamente romántico, se encontraba espantado al escuchar las insensibles ideas de su amigo. Al oír Fernando hablar a Enrique sobre la hermosura de su prima y de cómo le gustaría conquistarle, Valle palideció, lo que delató sus sentimientos hacía su prima. Sin embargo, Enrique comprendió esto y le dijo que tenía el camino libre para conquistarla, y que él se conformaría con la linda morena, Clemencia. Fernando comprendía que sólo así libraría a su virtuosa prima de las garras del libertino conquistador que era Enrique.
A la tarde del día siguiente, al llegar de nuevo Fernando y su amigo a la casa de Isabel, ésta los recibió con una timidez que no había mostrado el día anterior. Más tarde llegó Clemencia, quien saludó a todos en la sala, y Enrique comenzó una plática sobre la sociedad de la Ciudad de México, que las tenía atentas. Fernando sintió que quedaba olvidado. Clemencia sugirió que Isabel tocara el piano, asegurando que lo hacía excepcionalmente, Isabel se sintió avergonzada, pero Clemencia se ofreció a tocar primero, si estaba bien con ella. Enrique acompañó a Clemencia, y ante la melodía que la morena tocaba, Enrique se encontraba extrañamente dominado, pues la melodía expresaba los sentimientos de Clemencia. Fernando no tardó en mirar la expresión de celos y angustia de su prima que claramente estaba enamorada.
Al finalizar Clemencia, Isabel se dirigió al piano a tocar una melodía también. Mientras tocaba, Enrique se inclinó hacia ella y le dijo algo al oído, lo que la hizo turbarse e interrumpir la melodía por un momento, pero luego continuó y finalizó la pieza. Fernando escuchaba la música, y pensó en su desdicha y que la vida sin amor no valía nada, pues él jamás se había sentido amado. Esto lo hizo derramar una lágrima que rápidamente se limpió. 
Enrique no cesaba de halagar el don de Isabel, quien se negaba a aceptar el cumplido. Clemencia señaló que Isabel tocaba tan maravillosamente que había provocado una lágrima en Fernando, a lo cual él se ruborizó pues creyó que nadie lo había notado.
Al momento de despedirse, se notaba la afinidad que había entre Enrique e Isabel, y no hubo para Fernando más que una mirada fría de Isabel. Clemencia, por el contrario, se despidió de Enrique amablemente, pero con indiferencia, mientras que a Fernando le extendió la mano. Clemencia lo miró tan poderosamente que el pobre joven se turbó, además le dijo dulcemente “Hasta mañana, Fernando”.
Al salir, Enrique comentó lo equivocados que estaban al haber hecho el acuerdo, y le dijo a Fernando que Isabel claramente no estaba interesada en él y que debía poner su atención en Clemencia. Fernando pasó la noche pensando en Clemencia y el recuerdo del amor que sentía por Isabel, se fue desvaneciendo.
Al día siguiente en casa de Clemencia hubo una reunión. Durante ésta, Clemencia buscaba tema de conversación con Fernando, a quien le era nueva la experiencia de una conversación amena con una mujer joven y bella. A la hora de sentarse a la mesa, quedaron de frente las dos parejas. Estaban sirviendo el vino cuando de repente Fernando vio una mirada de celos que Clemencia dirigía a su amiga Isabel, tan rápida como un rayo. Pero inmediatamente, Clemencia habló a Valle sobre las flores de su jardín, y ofreció regalarle una como recuerdo. Clemencia llevó a Fernando al corredor para darle la flor y la puso en ojal de su levita. Fernando le confesó que al principio creía que él era sólo un medio para acercarse a Enrique, pero Clemencia desmintió tal cosa.
Al terminar la reunión, el coche de Clemencia llevó a Mariana e Isabel a su casa, e Isabel le confesó que era muy feliz. En su casa, Clemencia desesperada se preguntaba cómo podía Isabel haberle ganado la atención de Flores, y luego pensó con remordimiento en el mal que había hecho al jugar con el corazón de Fernando, arrepentida de haberle ilusionado diciéndole tantas cosas falsas. Entonces se propuso conseguir el amor de Enrique.
Isabel va a visitar a su amiga Clemencia y le dice lo feliz que está, pues Enrique quería hacerla su esposa, pero Clemencia, ya sea por conveniencia o por buena amiga, le decía que no se confiara de las promesas que hacen los hombres, e Isabel se asustaba al oír a su amiga hablarle así, pues se encontraba profundamente enamorada de Enrique. Isabel le preguntaba sobre cómo iban las cosas con su primo y Clemencia respondió que él se encontraba enamorado de ella y que lo encontraba como un alma generosa y elevada, que le agradaba.
Dos semanas después Isabel llamó a Clemencia para que fuera a su casa, ésta la encontró llorando en la más profunda tristeza, y le confesó que Enrique le había dicho que faltaba poco para dejar la ciudad, y le pidió que se fuera con él y abandonara a su madre,  o que le diera la prueba más grande de su amor para irse tranquilo. Sabiendo a lo que se refería, Isabel lo corrió de su casa, y sintió morir en ese instante. Clemencia le dijo que había hecho lo correcto, pero Isabel admitió que aun así lo seguía amando.
La fiesta de Navidad sería en la casa de Clemencia, a la hora del baile Enrique llevó a Clemencia, quedando Fernando solo, pero éste tenía miedo de que algo ocurriera entre su amigo y su amada, pues Enrique le había prestado visitas a Clemencia en las últimas semanas. Se quedó junto a una puerta que daba al corredor. De repente escuchó que dos personas se acercaban, eran Clemencia y Enrique, y escuchó como Clemencia le daba a Enrique un retrato y un mechón de cabello, que éste le había pedido. Fernando sintió desfallecer, pues lo más horroroso le había sucedido. Al notar su ausencia, fueron a buscarlo y lo encontraron exaltado. Fernando pudo controlar su rabia, y al retirarse le cogió a Flores por el brazo y le dijo “Mañana”, en señal de desafío. Clemencia se encontraba alterada pues sabía que lo que iba pasar había sido provocado por ella.
Sin embargo, Enrique acusó a Valle con el general, quien lo reprendió por tal desafío en tiempo de guerra. Fue hecho prisionero, hasta que el batallón salió de Guadalajara. Pensaba que no le quedaba otra opción más que el suicidio, pero el Doctor le convenció de que existían mejores formas. Así que decidió dejarse morir en la primera batalla.
Al aproximarse los franceses a Guadalajara, algunas familias se fueron, hacia Colima que estaba defendida. Iba pues, el carruaje de la familia de Clemencia, junto con Mariana e Isabel, camino allá, cuando un bache en el camino terminó por voltear el carruaje y rompió una de las ruedas, al no poder seguir a pie, mandaron a un sirviente por ayuda, o un carruaje nuevo o un carpintero.
El sirviente fue detenido más adelante por una tropa que venía, lo llevaron con el comandante, a quien explicó la situación, era Fernando Valle. Así pues, Valle dejó su tropa para dirigirse a la ciudad a pedir un carruaje a un amigo suyo para que la familia de Clemencia pudiera continuar. Ya consiguió el carruaje y le dijo al cochero que no recibiera gratificación de la familia ni dijera quién le había enviado, y le pagó con tres onzas y un reloj de oro. Como su caballo estaba desfalleciendo, le dijo al sirviente que le vendiera el caballo de su amo, este accedió y se fue en el carruaje. Fernando regresó a su tropa y siguió su trayecto.
Vio el padre de Clemencia el carruaje, y el mozo le dijo que un comandante lo había conseguido y que no le pagara al conductor. Clemencia afirmaba que tenía que haber sido Enrique, que no había duda. Vieron pasar una tropa a lo lejos y asumiendo que era Enrique, se preguntaban por qué no habría querido que lo vieran.
Flores fue ascendido y pidió ser mandado a Guadalajara, y se le concedió, pasando a ser jefe de Valle. Éste se disgustó al enterarse, pero se presentó a disponer de sus órdenes. Cuando Flores se enteró de que Fernando había dejado su tropa y se fue con un correo de Guadalajara, quiso sacar ventaja y lo acusó de traición, pues le estorbaba para sus futuros planes. Al recibir la noticia Valle, fue escoltado hasta Zapotlán donde se vería con el general.
Camino a Zapotlán vio a unos mozos que iban con unos caballos de parte del señor R... (padre de Clemencia), y preguntaban por el coronel Flores. Les respondió, y cada cual continuo por su camino. Llegaron los mozos donde Flores y le entregaron los caballos y junto con éstos una carta de agradecimiento, Enrique comprendió entonces porque Fernando había dejado sus tropas. Ahora temía que su falsa acusación se descubriera, y que aquella familia le descubriera y que Clemencia sintiera simpatía por aquel pobre diablo.
Valle se presentó ante el jefe del ejército y fue cuestionado por las acciones de que se le acusaba, Fernando negó que fuera un traidor y explicó lo que en realidad había sucedido, el jefe del ejército comprendió que había sido Valle y no Flores quien había conseguido el carruaje para el señor R...
Terminando de explicar sus acciones, Fernando dio informe a su superior de que había encontrado a un correo de Flores, llevando un pliego al enemigo, el general M... Valle le entregó el pliego, y en éste venían las órdenes reservadas del ejército liberal. Acusando a Flores de traidor, el correo confirmó todo y mandaron arrestar a Flores y fue llevado a Colima para ser enjuiciado. Las pruebas lo declaraban claramente culpable y fue sentenciado a muerte por traidor. Desafortunadamente, Fernando quedó a cargo de custodiar al reo Flores, y casi se le obligaba a vengarse de su enemigo. Al acusarlo Valle hizo lo correcto pues era un traidor, pero no quería ser el verdugo que lo llevara a su muerte.
Al enterarse, la familia de Clemencia se volvió desesperada y hacía lo que podía para evitar la ejecución, el señor R... ofrecía la mitad de su fortuna, por los deseos de su hija, pues sabía que si no lo hacía ella era capaz de darse a la muerte.
Clemencia no concebía la idea de que Enrique fuera un traidor, esto tendría que ser una calumnia, y al enterarse de que fue Valle quien lo acusó, ella asumió que su amor era la causa de la desgracia de Flores, pues la rivalidad amorosa entre ellos había llevado a esto. Así, pensó lo más malvado y vil de Fernando, lo llamaba infame y calumniador, lo despreciaba con toda su alma. Todo el asunto de la próxima muerte de Enrique, revivió la llama en el corazón de Isabel, a quien no le importó que no fuera amada, pero sufría con tanta pena su desgracia.
Clemencia fue a ver su amado Flores, acompañada por su madre e Isabel, les dijeron que Valle estaba a cargo y éste otorgó el permiso para que pasaran. Enrique, desesperado, le pedía por un veneno, para evitar la vergüenza de ser fusilado, mientras que Clemencia le prometía que su padre conseguiría el indulto. Al salir de la celda, Clemencia se dirigió hacia Valle y le reclamó con un desprecio supremo el haber calumniado a su amado, le llamó infame y cobarde. Al salir las mujeres, Fernando vacilaba en desplomarse porque aquellas palabras le habían herido en lo más hondo.
Enrique velaba en su celda, asustado, abatido pues no era de esos hombres que no le temen a la muerte, y no tenía rasgo alguno de valor. De repente alguien se acercaba a su celda, era Fernando Valle. Venía Fernando a librarle de su prisión, no sin antes aclararle que no era él, sino su traición la que lo había llevado hasta ahí. Quería que viviera para que Clemencia no sufriera, que ella lo amara y fueran felices. Él sabía que después de ayudarle a escapar, tomaría su lugar en la ejecución. Le dio indicaciones, se intercambiaron ropas y Enrique huyó a la casa de Clemencia.
En casa de Clemencia, lo oyeron llegar y Clemencia e Isabel se emocionaron al verlo. Enrique les dijo que Fernando era quien lo había ayudado a escapar. Pidió que le ensillaran un caballo y dijo que se dirigiría a Guadalajara, pues solo ahí estaría seguro. Enrique les confesó la verdad, que había colaborado con los franceses. Al despedirse, Enrique iba a abrazar a Clemencia, pero ésta le rechazó por traidor y farsante. Todo el amor que alguna vez sintió por él se convirtió en odio y desprecio. Pensó en el pobre Fernando, a quien había maltratado injustamente y se dio cuenta de que a Enrique lo condenaba su crimen, pero a Fernando quien lo mataba era ella.
Más tarde, llegó una carta de su padre donde decía que había logrado cambiar la mitad de su fortuna por la vida de Enrique, pero ya era demasiado tarde. Cuando llegó el padre de Clemencia, le dijeron lo que había sucedido, además el señor R.. se había enterado de que no fue Flores sino Valle quien había conseguido el carruaje. Así, dijo que ofrecería la mitad de fortuna que le quedaba por salvar la vida del noble muchacho.
La orden del general había llegado, era la sentencia de muerte para Valle. También liberaba al señor R... de su compromiso y le regresaba la mitad de su fortuna ofrecida por la vida de Flores.
Antes de morir, Valle llamó al doctor Hipólito y le contó la historia de su vida, pues quería que después de morir alguien le recordara. Le pidió que le entregara una carta a su padre, y le dejó el caballo que había comprado del mozo del señor R..
También, le dejó el papel con las dos citas de Hoffman que, según Valle, resumían su vida.
Al día siguiente, iban las columnas de militares que guiaban la carroza donde Fernando venía al lugar donde sería fusilado, pero se encontraba tranquilo. Al mismo tiempo, otra carroza llegaba, era la de Clemencia. Había intentado inútilmente entrar en la celda de Fernando para pedirle perdón de rodillas por todo, pero al no encontrarlo, decidió hacerlo en la ejecución. Clemencia intentaba pasar entre la multitud, pero todos parecían impedirle el paso. Gritó y la muchedumbre le abrió pasó, pero faltando una fila de soldados por pasar, se encontró de frente a él. Lo vio heroicamente hermoso y sereno, y quiso gritar para llamar la atención de su última mirada, pero no pudo, pues se encontraba paralizada. Se oyó la descarga y Fernando cayó muerto. Clemencia se desmayó y su padre la cargó hasta el carruaje, después se dirigió al cadáver y le cortó un mechón de cabellos que guardó. Cuando Clemencia despertó, ya en su casa, y su padre le entregó los cabellos. Ella los tomó, besándolos, y dijo que era a Fernando a quien debería haber amado y soltó el llanto. La familia del señor R.. dio sepultura al cuerpo de Fernando Valle con la adoración de un mártir.
El Doctor cumpliendo los deseos de Fernando, llevó a la familia de éste la carta del difunto mientras celebraban el cumpleaños de su padre. Había un desfile en la calle del ejército francés y entre sus filas se podía ver a Enrique Flores sonriendo coquetamente a las hermanas de Fernando, que miraban desde el balcón. El padre abrió la carta y dio un grito de dolor “Han matado a Fernando”, su padre desfalleció, su madre se desmayó y las hermanas corrieron, aquella celebración se había convertido en sollozos y desesperación.
En cuanto a Clemencia, ingresó a un convento y se hizo hermana de la Caridad. Lo único que le quedaba eran los cabellos de Fernando, que atesoraba en un relicario bajo su hábito, esperando que él la hubiera perdonado desde el cielo.

## Personajes
- Clemencia
- El comandante Flores
- El comandante Valle
- Isabel